# Zarządzanie Total Experience (TX)
Zarządzanie Total Experience, zwane w skrócie TX, to strategia biznesowa i podejście zarządzania, które koncentruje się na zapewnieniu wyjątkowych i spójnych wrażeń klientów na każdym etapie ich interakcji z firmą. Jest to koncepcja, która łączy ze sobą różne obszary, takie jak Customer Experience (CX), User Experience (UX), Employee Experience (EX) i Multiexperience (MX), tworząc spójną całość.
TX zakłada, że satysfakcja klientów i ich doświadczenia są kluczowymi czynnikami sukcesu organizacji. Dlatego firmy, które przyjmują tę strategię, starają się integrować różne aspekty swojej działalności, aby stworzyć spójne i wartościowe doświadczenia, które wpłyną na satysfakcję klientów i zdolność firmy do osiągnięcia sukcesu.

## Elementy Total Experience
Elementy Total Experience to kluczowy aspekt strategii zarządzania Total Experience (TX). Obejmują one cztery kluczowe koncepcję:

### Customer Experience
CX, Customer Experience dotyczy ogólnego wrażenia klienta i sposobu, w jaki klient wchodzi w integrację z daną firmą lub produktem. To uwzględnia każdy etap kontaktu klienta, począwszy od pierwszego wejścia na stronę internetową, aż po proces zakupu, obsługę posprzedażową i długotrwałe relacje z klientem.

### User Experience
UX, inaczej User Experience skupia się głównie na tym, jak użytkownicy oddziałują z aplikacjami, platformami internetowymi lub innymi interfejsami. Głównym celem UX jest tworzenie designu, który jest intuicyjny i przyjazny dla użytkownika, co zapewnia łatwość i satysfakcję podczas korzystania z produktów lub usług.

### Employee Experience
EX, czyli Employee Experience, koncentruje się na doświadczeniach pracowników wewnątrz organizacji. Zadowoleni członkowie zespołu wykazują większe zaangażowanie, wydajność i lepszą obsługę klientów. W związku z tym, troszczenie się o korzystne warunki pracy i rozwijanie kompetencji pracowników odgrywa kluczową rolę.

### Multiexperience
MX, czyli Multiexperience, to termin, który obejmuje różne formy interakcji klienta z przedsiębiorstwem, takie jak wykorzystywanie aplikacji na urządzeniach mobilnych, odwiedzanie tradycyjnych placówek handlowych oraz wszelkie rodzaje interakcji zarówno w środowisku online, jak i offline. Głównym celem MX jest zapewnienie klientom jednolitych i doskonałych przeżyć na wielu różnych platformach.

## Fundamentalne składniki Zarządzania Total Experience
Zarządzanie Total Experience skupia się na kilku kluczowych składnikach:
- Zrozumienie klientów

Początek procesu TX to dokładne zrozumienie klientów, ich potrzeb, oczekiwań i preferencji. Firmy zbierają dane, przeprowadzają badania rynkowe i analizują informacje zwrotne od klientów, aby lepiej poznać swoją docelową grupę.
- Integracja działań

TX wymaga integracji różnych działów i procesów w organizacji. To oznacza, że obsługa klienta, marketing, sprzedaż, projektowanie produktów i usług oraz inne działy muszą współpracować i działać spójnie, aby zapewnić doskonałe wrażenia.
- Personalizacja i dostosowanie

Firmy dążą do dostosowywania swoich produktów, usług i komunikacji do indywidualnych potrzeb klientów. Personalizacja jest kluczowym elementem TX, pozwalającym firmom tworzyć bardziej znaczące i trwałe relacje z klientami.
- Monitorowanie i mierzenie

Firmy stale monitorują i mierzą wrażenia klientów. To pozwala na identyfikację obszarów, które wymagają poprawy, oraz śledzenie efektywności działań podejmowanych w ramach TX.
- Innowacje i kreatywność

TX zachęca firmy do innowacji i tworzenia nowych rozwiązań, które przekształcają doświadczenia klientów. Firmy, które są gotowe eksperymentować i wprowadzać innowacje, mogą osiągnąć przewagę konkurencyjną.

## Zarządzanie Total Experience w firmie Apple
Wprowadzenie Zarządzania Total Experience w Apple pomogło firmie zyskać wyjątkową pozycję na rynku technologicznym i zbudować silną lojalność klientów. Ich podejście koncentruje się na tworzeniu spójnych, personalizowanych i satysfakcjonujących doświadczeń, co ma kluczowe znaczenie dla długoterminowego sukcesu organizacji. Oto kilka elementów, które miały wpływ na ten sukces:
Intuicyjne funkcje produktów
Produkty Apple są znane z łatwości użytkowania, co sprawia, że klienci mogą szybko opanować różne urządzenia i aplikacje. Apple kładzie mniejszy nacisk na techniczne specyfikacje, koncentrując się na korzyściach wynikających z użytkowania ich produktów.
Doświadczenie w punktach sprzedaży
Sklepy Apple Store to miejsca, gdzie klienci mogą na żywo doświadczyć produktów, otrzymać pomoc od ekspertów i uczestniczyć w warsztatach. Firma tworzy wyjątkowe przestrzenie, w których można swobodnie testować i oceniać produkty.
Ekskluzywne kultury biznesowe
Apple buduje wyjątkową kulturę biznesową, zarówno wewnątrz organizacji, jak i w swoich butikach. To tworzy spójne doświadczenie zakupowe i buduje lojalność klientów.
Estetyczne opakowania
Estetyczne opakowania produktów Apple wywołują entuzjazm wśród klientów. Proces rozpakowywania produktu stał się samym w sobie doświadczeniem, które klienci chętnie dokumentują i dzielą się w mediach społecznościowych.
Konferencje i eventy
Firma organizuje konferencje, takie jak Apple Keynote, które stanowią wzorzec dla innych organizacji. Są to wydarzenia, które przyciągają uwagę i angażują społeczność.

## Istota Zarządzania Total Experience (TX)[24]
Współczesny rynek wymaga dostarczania wyjątkowych doświadczeń klientom, a zrozumienie i wdrożenie TX pomaga firmom osiągnąć lojalność klientów, poprawić reputację i utrzymać konkurencyjność. Ignorowanie tych aspektów może prowadzić do utraty pozycji rynkowej na rzecz konkurencji. Wiedza na temat TX pomaga firmom projektować lepsze strategie marketingowe, doskonalić procesy obsługi klienta i budować silną markę.
Istnieje kilka kluczowych powodów, dla których TX ma kluczowe znaczenie w kontekście biznesowym:
- Lojalność klientów:

TX ma zdolność przekształcania klientów w wiernych zwolenników firmy. Zadowoleni klienci, którzy doświadczają spersonalizowanych i satysfakcjonujących doświadczeń, są bardziej skłonni pozostać lojalni i dokonywać powtórnych zakupów.
- Konkurencyjność:

W erze intensywnej konkurencji, zdolność do dostarczania wyjątkowych doświadczeń klientom może stanowić przewagę nad konkurencją. Firmy, które kładą nacisk na TX, przyciągają uwagę i zdobywają lojalność klientów w środowisku, w którym oczekiwania klientów stale rosną.
„Gartner przewiduje, że organizacje, które zadbają o wysoki poziom TX, prześcigną konkurencję pod względem kluczowych wskaźników satysfakcji w ciągu najbliższych trzech lat”. Brian Burke (Research Vice President Gartner)
- Wpływ na pracowników:

TX wpływa również na pracowników firmy. Zadowoleni i zaangażowani pracownicy stanowią kluczowy element zapewnienia doskonałej obsługi klienta. Zarządzanie TX sprzyja tworzeniu korzystnych warunków pracy, które wpływają na zaangażowanie pracowników i jakość ich pracy.
- Relacje partnerskie:

W kontekście relacji partnerskich, TX odgrywa ważną rolę w budowaniu pozytywnego wizerunku i zaufania. Firma, która oferuje doskonałe doświadczenia klientom, buduje reputację rzetelnego partnera biznesowego, co może przyciągać nowych partnerów i sprzyjać rozwojowi firmy.
- Współpraca i innowacje:

TX sprzyja kulturze współpracy i innowacji. Firmy, które kładą nacisk na TX, są bardziej otwarte na eksperymentowanie z nowymi rozwiązaniami i współpracę, co może prowadzić do tworzenia unikalnych ofert i innowacyjnych rozwiązań.
- Rozwój wspólnych strategii:

TX zachęca firmy do myślenia o długoterminowym rozwoju i strategiach. Wspólni partnerzy biznesowi mogą wykorzystać tę perspektywę do opracowania strategii, które przynoszą korzyści obu stronom. Długoterminowe partnerstwa oparte na wspólnych celach i strategiach mogą przyczynić się do stabilnego rozwoju obu firm.

## Podsumowanie
Zarządzanie Total Experience jest podejściem, które skupia się na zapewnieniu doskonałych doświadczeń klientów na każdym etapie interakcji z firmą. Dąży do tworzenia spójnych, personalizowanych i satysfakcjonujących wrażeń, co ma kluczowe znaczenie dla długoterminowego sukcesu organizacji. Zrozumienie i skuteczne zarządzanie Total Experience stanowią fundament, który umożliwia firmom przetrwanie i rozwijanie się w dzisiejszym dynamicznym i wymagającym środowisku biznesowym.